# Амудар'їнський артезіанський басейн
Амудар'їнський артезіанський басейн — займає однойменну депресію у межах Узбекистану і Таджикистану.
Верхній поверх басейн представлений континентальними, рідше морськими четвертинними, неогеновими і верхньопалеогеновими утвореннями (галечники, конґломерати, гравій, пісок, пісковики, глинисті утворення, рідше вапняки) потужністю до 600 м.
Підземні води безнапірні і слабконапірні, різноманітного складу з мінералізацією до 100 г/л.
Питомі дебіти свердловин до 1 л/с, загальний до 10 л/с, рідше до 25 л/с; коефіцієнт фільтрації (Кф) близько 10, рідше 20-30 м/добу. Живляться атмосферними опадами, поверхневими водами.
Середній поверх відділений від верхнього глинами еоцен-олігоцену і представлений морськими, лагунними і континентальними (вапняки, мергелі, пісковики, алевроліти з лінзами, пластами глин та солей) відкладами палеогену і мезозою (загальна потужність до 4500 м).
Дебіти свердловин до 25 л/с, Кф до 10 м/добу, води напірні, мінералізація змінюється від 1-3 до 150—200, навіть до 550 г/л у соляно-гіпсовій світі юри; хімічний склад вод від гідрокарбонатно-сульфатних до типово хлоридно-натрієвих. Розсоли містять H2S, I, Br, B.
Нижній поверх — палеозойські і допалеозойські пісковики, сланці, вапняки, магматичні породи. Практичне значення мають прісні води карбонатних порід і зон дроблення тектонічних розломів, де дебіти джерел — до 5 л/с, свердловин — 10 л/с.